# Clayton Dills
Clayton A. Dills (* 2. April 1908 in Rosston, Texas; † Dezember 1980 in Carmichael, Kalifornien) war ein US-amerikanischer Politiker. Er gehörte der Demokratischen Partei an.
Die Familie von Clayton Dills zog nach Kalifornien, als er 17 Jahre alt war. Clayton wurde 1942 erstmals in die California State Assembly gewählt, er vertrat dort den 67. Wahldistrikt. Er wurde elfmal in Folge wiedergewählt – zuletzt 1964 mit 64,4 % – und war damit ohne Unterbrechung 22 Jahre lang Mitglied des Abgeordnetenhauses. Bis 1949 saß er zusammen mit seinem jüngeren Bruder Ralph (Wahldistrikt 69) in der State Assembly. Nach der US-Präsidentschaftswahl 1948 gehörte Clayton, wie auch sein Bruder, dem Electoral College an.
Clayton Dills starb 1980 im Alter von 72 Jahren.